# SN 2003eu
SN 2003eu – supernowa odkryta 25 maja 2003 roku w galaktyce A123605+6211. W momencie odkrycia miała maksymalną jasność 24,70m.